# رون بريتشارد
رون بريتشارد (بالإنجليزية: Ron Pritchard)‏ هو مصارع محترف أمريكي، ولد في 2 أبريل 1947 في شيكاغو في الولايات المتحدة.

## وصلات خارجية
- رون بريتشارد على موقع مرجع كرة القدم المحترفة.كوم (الإنجليزية)